# Alain Fromager
Pour les articles homonymes, voir Fromager (homonymie).
Alain Fromager est un acteur et metteur en scène français né le 30 octobre 1960 à Saint-Maur-des-Fossés.

## Biographie
Comédien de théâtre essentiellement, il est également metteur en scène. Il collabore régulièrement avec Charles Berling, en tant que comédien ou assistant à la mise en scène.

## Filmographie

### Cinéma

#### Longs métrages
- 1988 : Paris by Night de David Hare
- 1988 : Fréquence meurtre d'Élisabeth Rappeneau
- 1989 : Romuald et Juliette de Coline Serreau
- 1989 : Un été d'orages de Charlotte Brandström
- 1989 : I Want to Go Home d'Alain Resnais
- 1991 : Cherokee de Pascal Ortega
- 1991 : Indochine de Régis Wargnier
- 1993 : Les histoires d'amour finissent mal... en général d'Anne Fontaine
- 1995 : Au Petit Marguery de Laurent Bénégui
- 1996 : Caméléone de Benoît Cohen
- 2003 : Nos enfants chéries de Benoît Cohen
- 2006 : Qui m'aime me suive de Benoît Cohen.
- 2006 : Poltergay d'Éric Lavaine
- 2007 : Pars vite et reviens tard de Régis Wargnier
- 2007 : Un château en Espagne d'Isabelle Doval
- 2008 : Nés en 68 d'Olivier Ducastel et Jacques Martineau
- 2008 : L'Instinct de mort de Jean-François Richet
- 2009 : Le Mac de Pascal Bourdiaux
- 2010 : Case départ de Lionel Steketee, Fabrice Éboué et Thomas N'Gijol
- 2014 : Tiens-toi droite de Katia Lewkowicz
- 2016 : Encore heureux de Benoît Graffin
- 2016 : Ils sont partout d'Yvan Attal
- 2023 : Le Consentement de Vanessa Filho
- 2023 : Ma France à moi de Benoît Cohen
- 2024 : Niki de Céline Sallette : Dr Cossa

#### Courts métrages
- 1993 : Comment font les gens ? de Pascale Bailly
- 1997 : Il y a des journées qui mériteraient qu'on leur casse la gueule d'Alain Beigel
- 2007 : Fais comme chez toi de Gautier About

### Télévision

#### Séries télévisées
- 2004 : Fargas, épisode 5 Les écuries d'Augias, de Didier Le Pêcheur, TF1
- 2005 : Les Inséparables, épisodes 1 et 2, d'Élisabeth Rappeneau, FRANCE 3
- 2006 : Les Ados, épisode pilote, de Laurent Chouchan et Sarah Levy, M6
- 2007 : Nos enfants chéris, épisodes 1 à 12, Benoît Cohen
- 2007 : Nos enfants chéris, saison 2, épisodes 1 À 12, Benoît Cohen, CANAL +
- 2007 : Louis Page, épisode Cran d'arrêt de Baddredine Mokrani, FRANCE 2
- 2007 : Les Bleus, premiers pas dans la police, épisodes 8 à 10, de Didier Le Pêcheur, M6
- 2014 : Cherif (saison 2), France 2
- 2017 : Glacé de Laurent Herbiet, M6
- 2017 : Capitaine Marleau, épisode La Nuit de la Lune Rousse de Josée Dayan, France 3
- 2020 : Romance de Hervé Hadmar, France 2

#### Téléfilms
- 1986 : Le Bal d'Irène de Jean-Louis Comolli
- 1988 : Les Dossiers secrets de l'inspecteur Lavardin - téléfilm : L'Escargot noir de Claude Chabrol : le petit commis
- 1989 : La Petite du placard à balai de Françoise Decaux-Thomelet
- 1994 : La Mort d'un gardien de la paix de Josée Dayan
- 1994 : Le Cognac de Laurent Heynemann
- 1995 : V'la l'cinéma ou le roman de Charles Pathé de Jacques Rouffio
- 1998 : Une femme à suivre de Patrick Dewolf
- 2002 : Qui a tué Lili? de Didier Le Pêcheur
- 2007 : La Légende des trois clefs de Patrick Dewolf, M6
- 2007 : Mariage surprise d'Arnaud Sélignac, M6
- 2008 : L'Homme à l'envers de Josée Dayan, FRANCE 2.
- 2008 : Nés en 68 de Olivier Ducastel, ARTE
- 2008 : Marie-Octobre de Josée Dayan
- 2008 : L'Abolition de Jean-Daniel Verhaeghe, FRANCE 2
- 2009 : Le Pain du diable de Bertrand Arthuys
- 2010 : Rituels meurtriers d'Olivier Guignard, FRANCE 2
- 2010 : Mort d'un président Pierre Aknine : Jacques Chaban-Delmas, FRANCE 3
- 2011 : La Nouvelle Blanche-Neige de Laurent Benegui, FRANCE 2 Grimm
- 2012 : Passage du désir de Jérôme Foulon
- 2017 : Tensions au Cap Corse de Stéphanie Murat
- 2017 : La Loi de Gloria de Didier Le Pêcheur
- 2019 : Le Voyageur de Stéphanie Murat
- 2020 : Meurtres en Pays cathare de Stéphanie Murat
- 2022 : Drame en haute mer d'Adeline Darraux

## Théâtre
- 1986 : Tel quel de William M. Hoffman, mise en scène Gérard Vergez, Studio des Champs-Élysées
- 1987 : L'Échelle d'André Verdun, Théâtre Animation Paris Vincennes
- 1988 : Les Liaisons dangereuses de Christopher Hampton d'après Choderlos de Laclos, mise en scène Gérard Vergez, théâtre Édouard VII
- 1989 : Le Châle de David Mamet, mise en scène Yves Gasc, Comédie-Française au Petit Odéon
- 1990 : Moi, Feuerbach de Tankred Dorst, mise en scène Stéphan Meldegg, Théâtre La Bruyère
- 1990 : Le Mystère de la chambre jaune d’après Gaston Leroux, mise en scène Gilles Cohen, Théâtre de la Tempête
- 1991 : Ornifle ou le Courant d'air  de Jean Anouilh, mise en scène Patrice Leconte, Théâtre des Bouffes-Parisiens
- 1993 : Les Marchands de gloire de Marcel Pagnol et Paul Nivoix, mise en scène Jean-Louis Martinelli, MC93 Bobigny, tournée
- 1993 : Réponse à la question précédente de Jacques Rebotier, mise en scène de l'auteur, Théâtre de l'Athénée-Louis-Jouvet
- 1994 : Les Marchands de gloire de Marcel Pagnol et Paul Nivoix, mise en scène Jean-Louis Martinelli, Théâtre de Nice, La Ferme du Buisson, Théâtre national de Strasbourg, tournée
- 1994 : Réponse à la question précédente de Jacques Rebotier, mise en scène de l'auteur, Théâtre national de Strasbourg
- 1995 : Roberto Zucco de Bernard-Marie Koltès, mise en scène Jean-Louis Martinelli, Théâtre national de Strasbourg
- 1995 : L'Année des treize lunes de Rainer Werner Fassbinder, mise en scène Jean-Louis Martinelli, Festival d'Avignon, Théâtre national de Strasbourg, Grande halle de La Villette
- 1995 : Voyage à l'intérieur de la tristesse d'après Rainer Werner Fassbinder, mise en scène Jean-Louis Martinelli, Festival d’Avignon
- 1996 : Roberto Zucco de Bernard-Marie Koltès, mise en scène Jean-Louis Martinelli, Théâtre Nanterre-Amandiers
- 1996 : Vengeance tardive de Jacques Rebotier, mise en scène de l'auteur, Théâtre national de Strasbourg
- 1996 : Ordure de Robert Schneider, mise en scène Charles Berling, Théâtre national de Strasbourg
- 1997 : Germania 3 d'Heiner Müller, mise en scène Jean-Louis Martinelli, Théâtre national de Strasbourg, Théâtre du Nord, Dramaten Stockholm
- 1997 : Emmanuel Kant Comédie d'après Thomas Bernhard, mise en scène Jean-Louis Martinelli, Théâtre national de Strasbourg
- 1997 : Andromaque de Racine, mise en scène Jean-Louis Martinelli, Théâtre national de Strasbourg
- 1998 : Germania 3 d'Heiner Müller, mise en scène Jean-Louis Martinelli, Théâtre national de la Colline
- 1998 : Vengeance tardive de Jacques Rebotier, mise en scène de l'auteur, Théâtre Nanterre-Amandiers
- 1999 : Le deuil sied à Électre d'Eugene O'Neill, mise en scène Jean-Louis Martinelli, Théâtre national de Strasbourg
- 2000 : Catégorie 3:1 de Lars Norén, mise en scène Jean-Louis Martinelli, Théâtre national de Strasbourg
- 2000 -2001 : La main dans le bocal, dans la boîte, dans le train, Théâtre des Abbesses
- 2002 : Platonov d'Anton Tchekhov, mise en scène Jean-Louis Martinelli, Théâtre Nanterre-Amandiers
- 2002 : Le Songe d'une nuit d'été de William Shakespeare, mise en scène Yannis Kokkos, Théâtre Nanterre-Amandiers
- 2003 : Andromaque de Racine, mise en scène Jean-Louis Martinelli, Théâtre Nanterre-Amandiers
- 2003 : La Suspension du plongeur de Lionel Spycher, mise en scène de l'auteur, Comédie de Reims, Théâtre du Rond-Point, Théâtre national de Nice
- 2003 : Cinq Hommes de Daniel Keene, mise en scène Stéphane Müh, Théâtre du Rond-Point, MC2
- 2004 : Antigone de Sophocle, mise en scène Jacques Nichet, Théâtre national de Toulouse Midi-Pyrénées, Odéon-Théâtre de l'Europe, Théâtre de la Manufacture, Théâtre des Treize Vents
- 2004 : Contre les bêtes de Jacques Rebotier, mise en scène de l'auteur, Rencontres d'été de la Chartreuse de Villeneuve-lès-Avignon
- 2004 : Description de l'omme de Jacques Rebotier, mise en scène de l'auteur, Rencontres d'été de la Chartreuse de Villeneuve-lès-Avignon
- 2006 : Poeub de Serge Valletti, mise en scène Michel Didym, Théâtre des Célestins, Théâtre national de Nice, La Criée, Théâtre national de la Colline
- 2007 : Orgie de Pier Paolo Pasolini, mise en scène Marcel Bozonnet, Comédie-Française Théâtre du Vieux Colombier
- 2007 : Le Verfügbar aux Enfers de Germaine Tillion, mise en scène Bérénice Collet, Théâtre du Châtelet
- 2009 : Le Jour se lève Léopold ! de Serge Valletti, mise en scène Michel Didym, Théâtre du Gymnase, Théâtre de l'Union, Maison de la Culture de Bourges, Théâtre Varia, Théâtre des Célestins, Opéra-théâtre de Metz, La Filature, Comédie de Reims, Théâtre des Abbesses, tournée
- 2010 : Héros-limite de Ghérasim Luca, mise en scène Laurent Vacher, Maison de la Poésie
- 2010 : Maison de poupée d’Henrik Ibsen, mise en scène Jean-Louis Martinelli, Théâtre Nanterre-Amandiers
- 2011 : L'Art de la comédie d’Eduardo De Filippo, mise en scène Philippe Berling, Théâtre Liberté, Le Festin, Théâtre de l'Ouest parisien, Théâtre national de Nice, tournée
- 2012 : Maison de poupée d’Henrik Ibsen, mise en scène Jean-Louis Martinelli, Théâtre Nanterre-Amandiers, CDDB-Théâtre de Lorient, Théâtre national de Nice, Schauspielhaus, Théâtre du Gymnase
- 2012 : Britannicus de Jean Racine, mise en scène Jean-Louis Martinelli, Théâtre Nanterre-Amandiers
- 2013 : Le Voyageur sans bagage de Jean Anouilh, mise en scène Alain Fromager et Gwendoline Hamon, tournée
- 2014 : Dreck de Robert Schneider, mise en scène Charles Berling, Théâtre Liberté
- 2014 : Yvonne, princesse de Bourgogne de Witold Gombrowicz, Théâtre de Tours, Théâtre de Malakoff
- 2015 : Vu du pont d'Arthur Miller, mise en scène Ivo Van Hove, Théâtre de l'Odéon
- 2017 : La Fuite! de Mikhaïl Boulgakov, mise en scène Macha Makeïeff, La Criée
- 2018 - 2019: « Art » de Yasmina Reza, mise en scène Patrice Kerbrat, théâtre Antoine
- 2025 : C'est si simple l'amour de Lars Norén, mise en scène Charles Berling, Le Liberté - Scène nationale et tournée